# Baeyerova–Villigerova oxidace

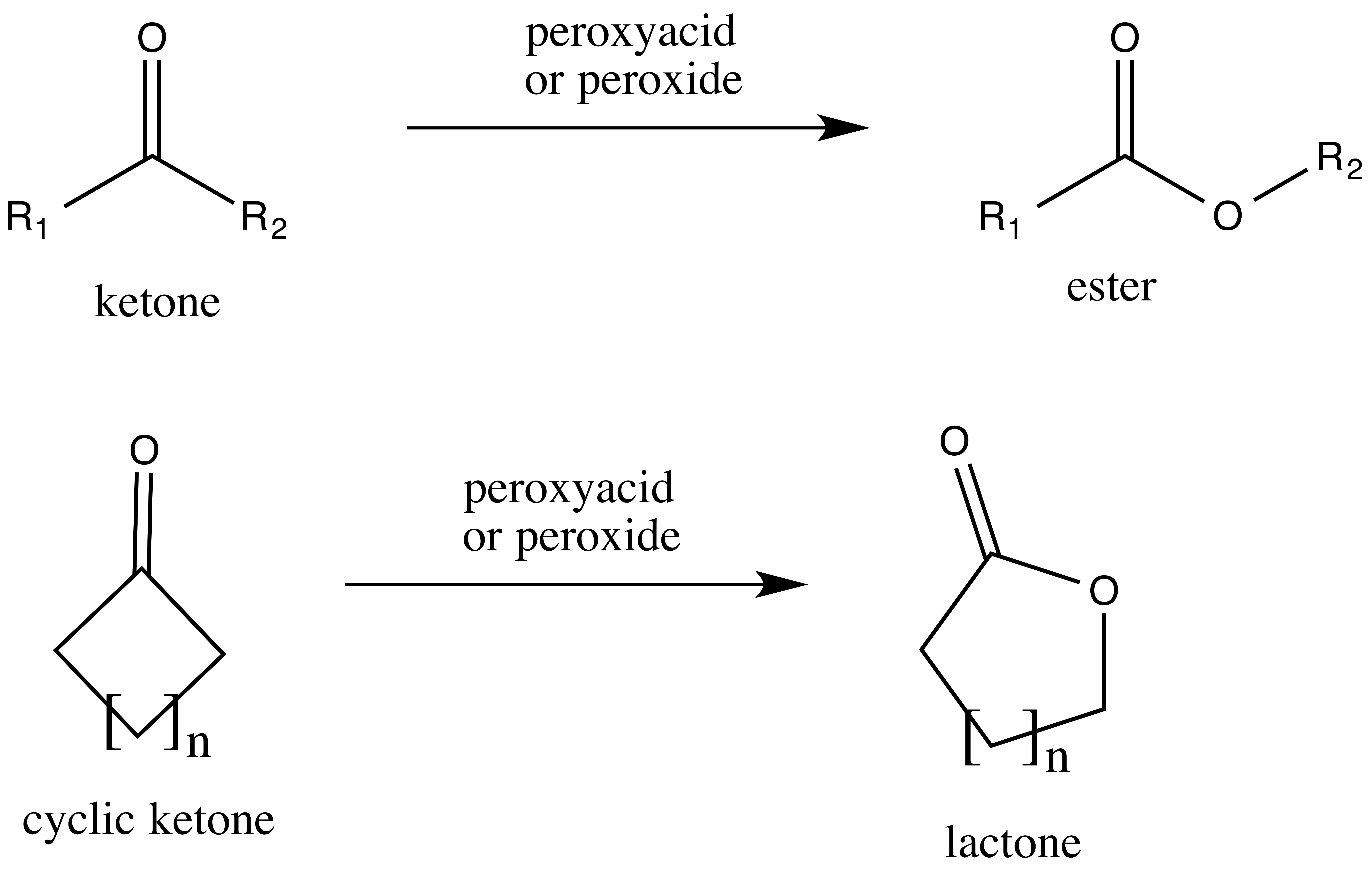
Baeyerova-Villigerova oxidace

Baeyerova–Villigerova oxidace je organická reakce, při níž vzniká ester z acyklického nebo lakton z cyklického ketonu při použití peroxykyseliny nebo peroxidu jako oxidačního činidla. Je pojmenována po Adolfu von Baeyerovi a Victoru Villigerovi, německých chemicích, kteří ji roku 1899 objevili.

## Mechanismus

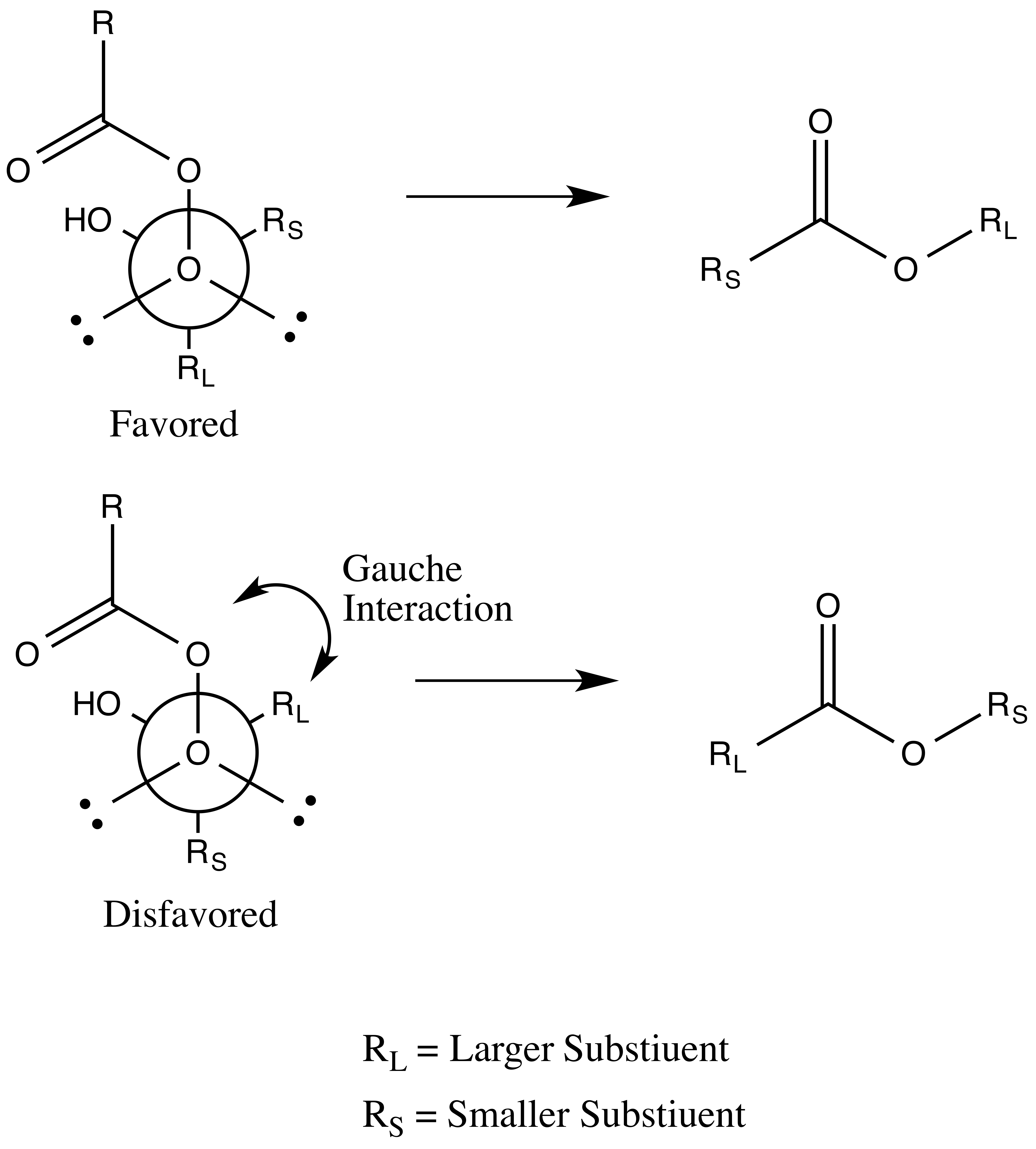
Ovlivnění náchylnosti k přesunu skupiny sterickými efekty

U Baeyerovy–Villigerovy oxidace nejprve peroxykyselina protonuje kyslíkový atom karbonylové skupiny, karbonyl je tak mnohem náchylnější k ataku peroxykyselinou. Následně peroxykyselina atakuje uhlík tohoto karbonylu za vzniku meziproduktu nazývaného Criegeeův meziprodukt. Poté se jeden ze substituentů ketonové skupiny přesune na kyslíkový atom peroxidové skupiny a uvolní se karboxylová kyselina; právě tento krok ovlivňuje rychlost reakce. Nakonec dojde k deprotonaci oxokarbeniového iontu a vzniku konečného esteru.

Mechanismus Baeyerovy-Villigerovy oxidace

Tvorba konkrétních produktů je pravděpodobně řízena primárními i sekundárními stereoelektronovými jevy. Primární souvisejí s nutností, aby byla vazba mezi atomy kyslíku v peroxidu v opačné rovině než skupina, která se přesunuje; takováto orientace umožňuje ideální překryv orbitalů σ přesunující se skupiny s orbitaly σ* peroxidové skupiny. Sekundární stereoelektronové jevy souvisejí s potřebou, aby byl volný elektronový pár kyslíku v hydroxylové skupině v opačné rovině než skupina, která se přesunuje, což umožňuje ideální překryv nevazebných orbitalů kyslíkového atomu hydroxylu s orbitaly σ* této skupiny. Při tomto kroku dvě nebo tři molekuly peroxykyseliny pomáhají hydroxylovému protonu přesunout se do nové pozice.

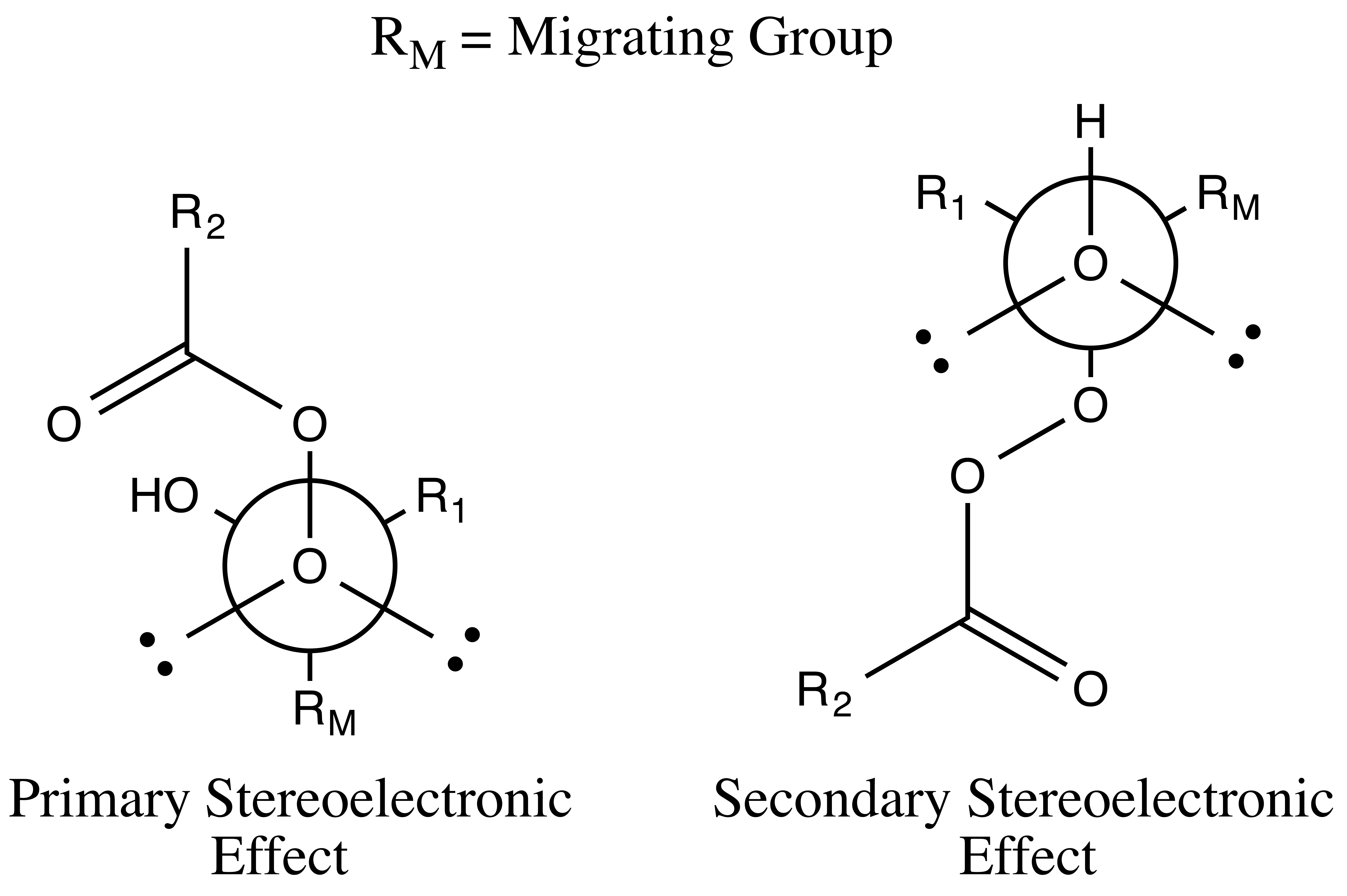
Stereoelektronové jevy při Baeyerově–Villigerově oxidaci

Schopnost přesunu klesá v této řadě: terciární skupina > sekundární skupina > aryl > primární skupina. Allylové skupiny migrují lépe než primární alkyly, ovšem hůře než sekundární alkyly. Pokud se na substituentu nachází skupina snižující elektronovou hustotu, pak se rychlost migrace snižuje, pro což existují dvě možná vysvětlení. Jedno z nich spočívá v tvorbě kladného náboje u přechodného stavu, což má za následek rozpad Criegeeova meziproduktu (jehož rezonanční struktury jsou zobrazeny na následujícím obrázku). Vzhledem ke struktuře tohoto meziproduktu bude mít nejvyšší migrační schopnost meziprodukt s kladným nábojem. Čím větší je úroveň substituce, tím je vzniklý karbokation obecně stabilnější a proto se terciární skupiny přesunují lépe než sekundární a sekundární lépe než primární.

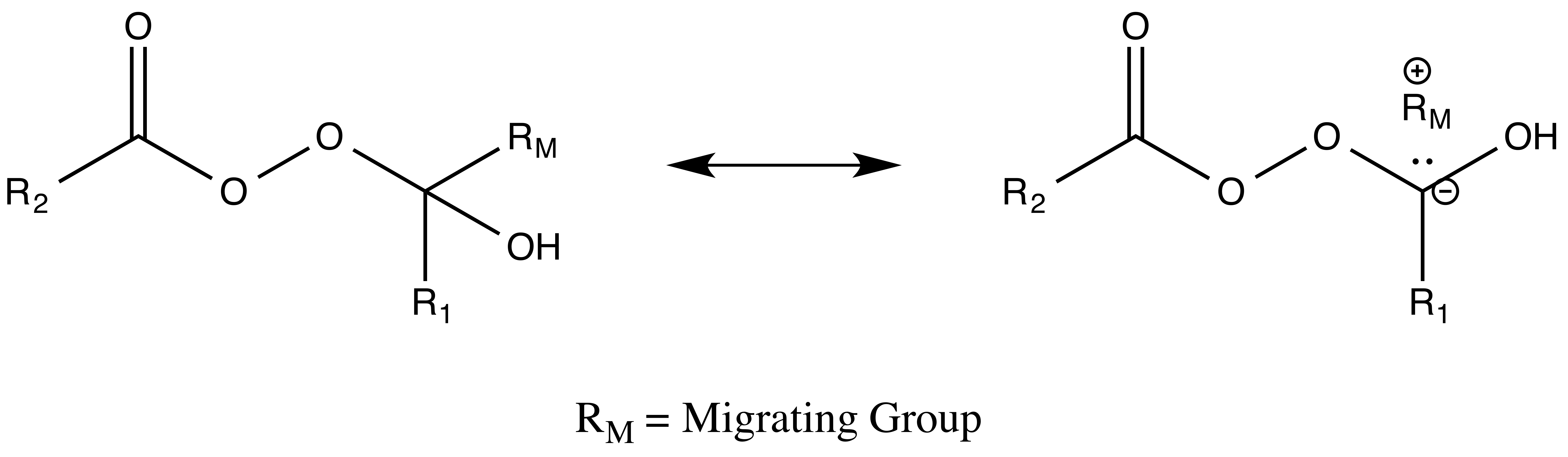
Rezonanční struktury Criegeeova meziproduktu

Při druhém možném vysvětlení se využívají stereoelektronové a sterické efekty. Jak již bylo vysvětleno dříve, tak se přesouvá ten substituent, který je v přechodném stavu v antiperiplanární poloze vůči peroxidové skupině. U tohoto přechodného stavu se objevují interakce mezi peroxykyselinou a skupinou, která se nepřesunuje, jež souvisejí s konformací přechodného stavu. Pokud se objemnější skupina nachází vzhledem k peroxidové skupině v antiperiplanární poloze, tak dojde k omezení interakcí mezi vznikajícím esterem a karbonylem peroxykyseliny. Objemnější skupina tedy bude „upřednostňovat“ peroxidovou skupinu, čímž se zvýší její náchylnost k přesunu.

## Historie

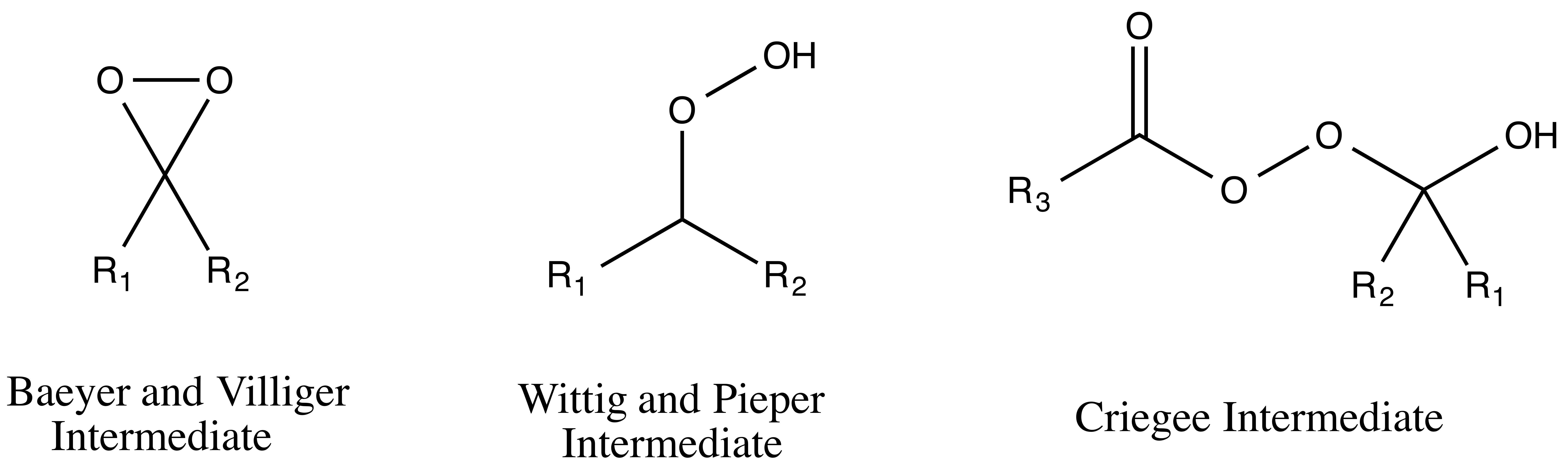
Navržené meziprodukty Baeyerovy-Villigerovy oxidace

Různé možné výsledky Dorfmanova a Doeringova experimentu se značkováním

V roce 1899 Adolf Baeyer a Victor Villiger poprvé popsali reakci dnes známou pod názvem Baeyerova–Villigerova oxidace. K tvorbě odpovídajících laktonů z kafru, menthonu a tetrahydrokarvonu použili kyselinu peroxosírovou.

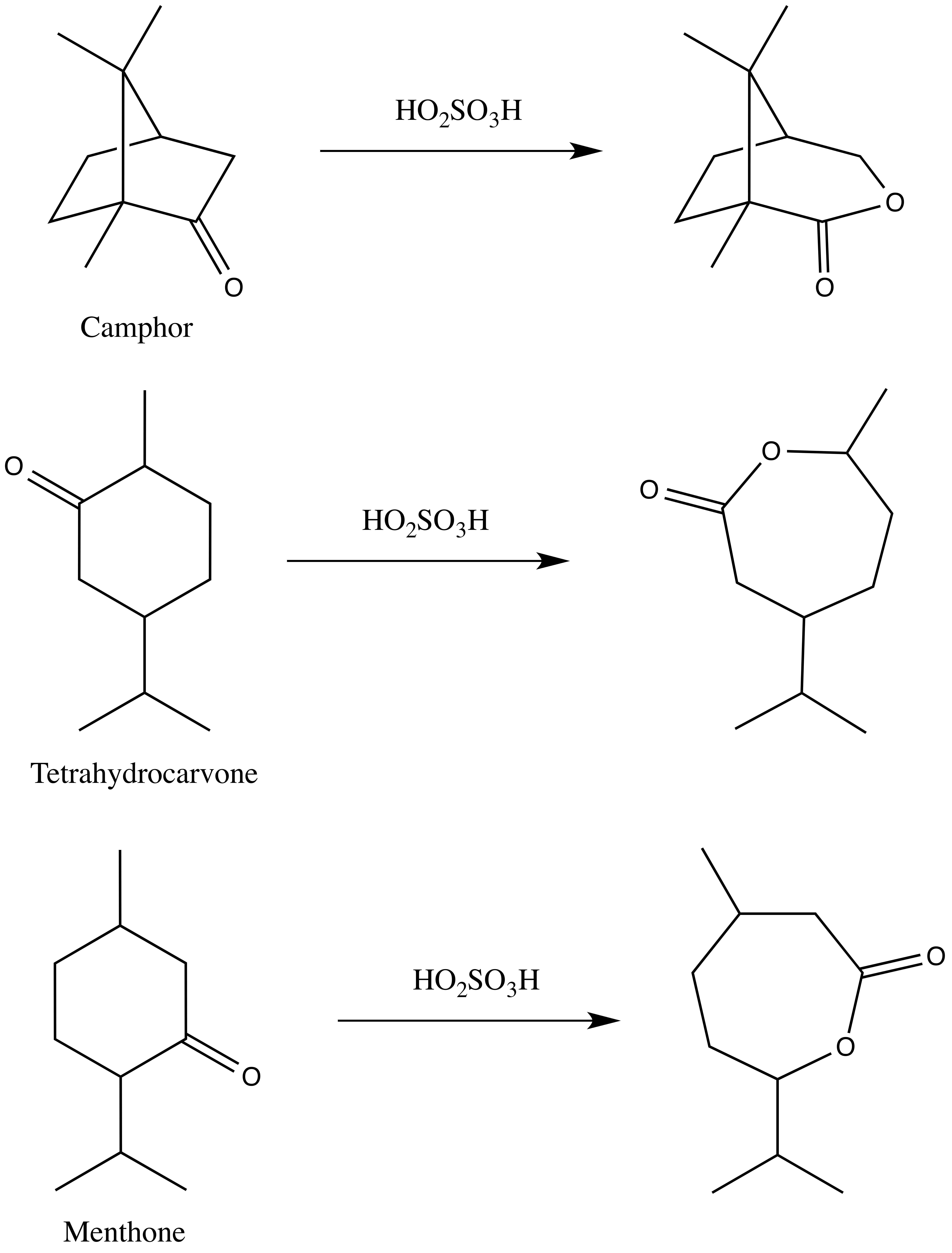
Původní reakce popsaná Baeyerem a Villigerem

Byly navrženy tři mechanismy Baeyerovy–Villigerovy oxidace, které se zdály být v souladu s pozorováními. Tyto mechanismy lze rozdělit na dva různé druhy peroxidového ataku podle toho, jestli k nim dochází na kyslíkovém či vodíkovém atomu karbonylové skupiny. U ataku na kyslíkovém atomu mohou existovat dva různé meziprodukty; Baeyer a Villiger navrhli dioxiranový meziprodukt, zatímco Georg Wittig a Gustav Pieper navrhli tvorbu peroxidu (při které nevzniká dioxiran). Rudolf Criegee předpokládal, že k ataku dochází na uhlíkovém atomu; v tomto případě by peroxokyselina atakovala karbonylový uhlík za vzniku látky dnes nazývané Criegeeův meziprodukt.
V roce 1953 William von Eggers Doering a Edwin Dorfman nalezli pomocí značení benzofenonu kyslíkem-18 správný mechanismus. Každý ze tří navržených mechanismů vedl k rozdílnému rozložení značkovaných produktů. Criegeeův meziprodukt by vedl k produktu označkovanému pouze na karbonylovém kyslíku. Produkt vzniklý z Wittigova-Pieperova meziproduktu by byl označen pouze na alkoxy skupině esteru. Meziprodukt, který navrhli Baeyer a Villiger, by vedl k rovnocennému vzniku obou předchozích produktů. Výsledek experimentu byl v souladu s tvorbou Criegeeova meziproduktu, a nyní je přijímán jemu odpovídající mechanismus.

## Stereochemie
Přesun skupiny neovlivňuje stereochemii produktu.

## Reaktanty
Baeyerova–Villigerova oxidace provádí s mnoha různými peroxokyselinami, nejčastější jsou kyselina meta-chlorperoxybenzoová a kyselina trifluorperoctová. Obecně platí, že se vyšší reaktivity dosahuje při nižší hodnotě disociační konstanty (tedy vyšší kyselosti) odpovídající karboxylové kyseliny (nebo alkoholu, pokud je k oxidaci použit peroxid). Z tohoto důvodu reaktivita klesá v řadě kyselina trifluorperoctová > kyselina 4-nitroperoxobenzoová > kyselina meta-chlorperoxybenzoová > kyselina peroxyoctová > peroxid vodíku > terc-butylhydroperoxid. Peroxidy jsou zde mnohem méně reaktivní než peroxokyseliny; při použití peroxidu vodíku je často potřeba katalyzátor. Použití organických peroxidů a peroxidu vodíku často způsobuje zvýšený výskyt vedlejších reakcí.

## Omezení

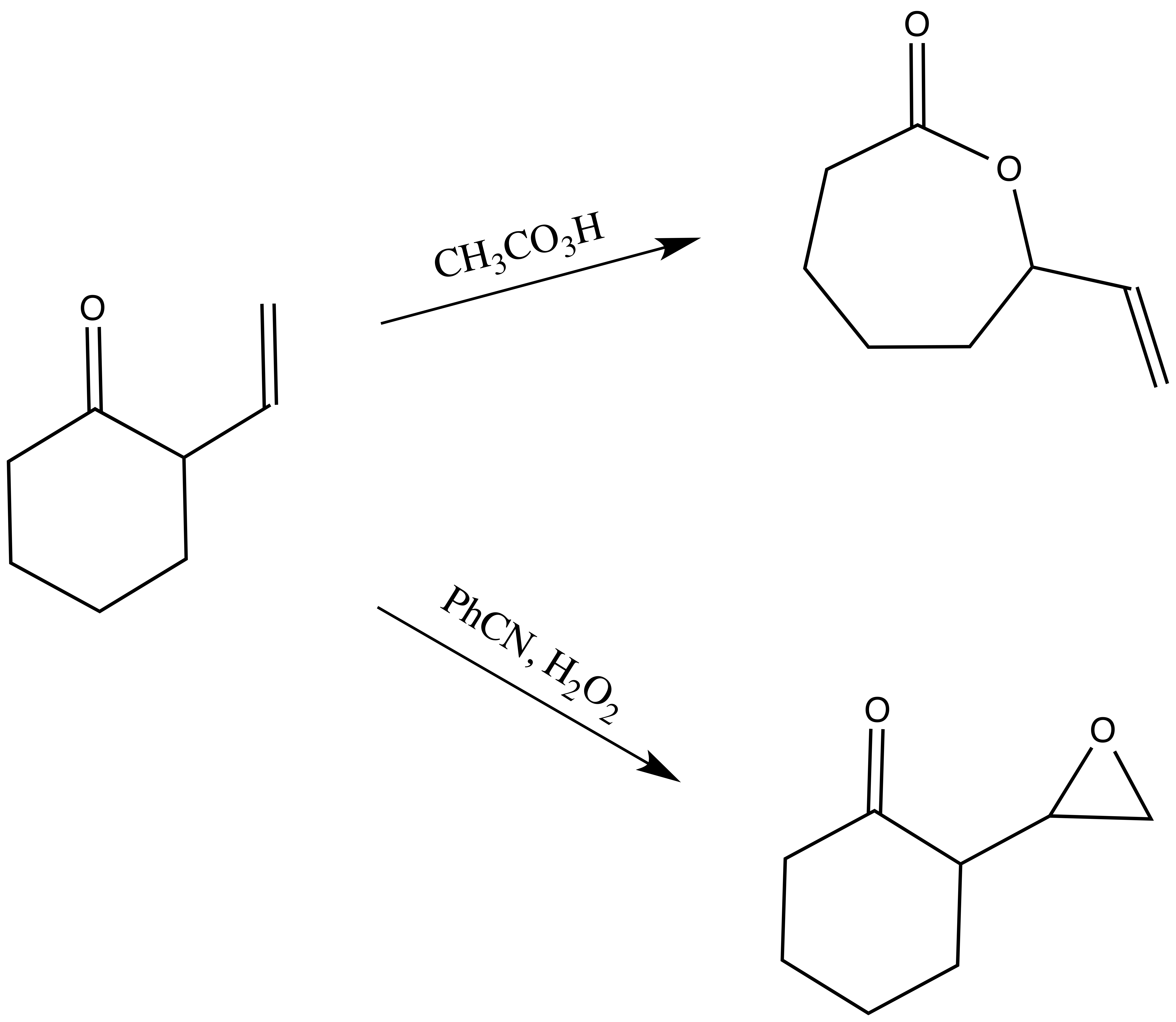

Používání peroxokyselin a peroxidů při Baeyerově–Villigerově oxidaci ketonů může vést k nechtěné oxidaci dalších funkčních skupin, mimo jiné alkenů a aminů. Alkeny mohou být, obzvláště, je-li na nich vysoká elektronová hustota, oxidovány na epoxidy. Byly ovšem vyvinuty metody, pomocí kterých se lze vyhnout těmto vedlejším reakcím. Roku 1962 bylo popsáno, že při použití hydroperoxidu za přítomnosti selenového katalyzátoru dochází k tvorbě alkenylketonů, zatímco je-li použita kyselina peroxooctová, tak vzniká ester.

## Varianty

### Katalytická Baeyerova–Villigerova oxidace
Použití peroxidu vodíku jako oxidačního činidla může být výhodné díky tomu, že je reakce šetrnější k životnímu prostředí, jelikož je jediným vedlejším produktem voda. Reakce s katalyzátory tvořenými deriváty kyseliny benzenselenové mají při jeho použití značnou selektivitu. Další skupinou katalyzátorů, které vykazují vysokou selektivitu při oxidaci peroxidem vodíku, jsou pevné Lewisovy kyseliny jako například křemičitany cínu. Požadovanou aktivitu a plnou selektivitu vykazují hlavně křemičitany zeotypu Sn-beta a amorfní Sn-MCM-41.

### Baeyerovy–Villigerovy monooxygenázy
Jednou z variant Baeyerovy–Villigerovy oxidace je použití enzymů jako katalyzátorů. Baeyerovy–Villigerovy monooxygenázy (BVMO) využívají k provedení této reakce dikyslík. Zmíněné enzymy mohou enantioselektivně oxidovat prochirální substráty.

### Asymetrická Baeyerova–Villigerova oxidace
Proběhlo několik pokusů o využití organokovových katalyzátorů za účelem provedení enantioselektivní Baeyerovy–Villigerovy oxidace. Prvním takovým popsaným způsobem byla oxidace prochirálního ketonu za použití dikyslíku jako oxidačního činidla a organické sloučeniny mědi jako katalyzátoru. Následně byly použity i jiné katalyzátory, například sloučeniny platiny a hliníku.

## Využití

### Syntéza zoapatanolu

Využití Baeyerovy-Villigerovy oxidace při syntéze zoapatanolu

Zoapatanol je biologicky aktivní látka, která se přirozeně vyskytuje v rostlině Montanoa tomentosa, z níž se v Mexiku připravuje odvar, který může spustit menstruaci. Syntéza této látky byla popsána roku 1981; byla při ní využita také Baeyerova–Villigerova oxidace, při níž vznikl lakton, který sloužil jako základní prvek, který vedl až k zoapatanolu.
.

### Syntéza steroidů

Přeměna dehydroepiandrosteronu na testololakton s využitím Baeyerovy-Villigerovy monooxygenázy jako katalyzátoru

V roce 2013 byla popsána přeměna steroidu dehydroepiandrosteronu na léčivo testololakton za použití Baeyerovy–Villigerovy oxidace vyvolané houbou vytvářející Baeyerovu–Villigerovu monooxygenázu